# Су Берд
Сузан Бриџит Су Берд (Сајосет, Њујорк, 16. октобар 1980) америчка је кошаркашица, која тренутно наступа за Сијетл сторм са којим има и де титуле првака ВНБА лиге. Поред тога наступала је и за руске клубове са којима има како руске тако и европске титуле. Такође, дугогодишњи је члан репрезентације САД, са којом је освојила прегршт медаља на интернациалним такмичењима.

## Биографија
Сузан је рођена 16. октобра 1980. године и има брата и сестру. Њен отац је руски јевреј који је рођен у Италији, а њихово изворно презиме је Бурда. Због тога је добила израелско држављанство 2006. године, али на међунардоним такмичењима предсавља земљу где је и рођена. Су је волела спорт још од детињства због утицаја своје старије сестре. Осим кошарке играла је и фудбал и тенис.

## Каријера
Њен кошаркашки таленат је примећен још у шестом разреду, а са 11 година је играла на полувремену утакмица и њена игра је била импресивна. Због жеље за утакмицама променила је и школу и прешла у Квинс у Њујорку. У својој другој сезони њена екипа је завршила непораженеа и освојила државни шампионат у Њујорку. Су је покупила многе награде.
Иако је била запажена од великог броја колеџ тимова, али она је највише желела УКОН делимично и због близине куће. Колеџ каријеру је завршила са импресивном статистиком  са 1.378 поена, друга је у историји по броју асистенција са 585 и седма са 243 украдене лопте. најбоља је у историји колеџа по проценту за три поена (45,9) и проценту слободних бацања (89,2). Освојила је два национална првенства.

### ВНБА
Сијетл сторм је одабрала Су на ВНБА драфту 2002. године и од тада није променила клуб, бар што се тиче америчке лиге. Играла је заједно са другом супер звездом Лорен Џексон, која је изабрана на драфту годину дана раније. Већ у првој сезони забележила је 33 поена против Портланда. Сијетл је 2004. године довео Бети Ленок, формирајући трио који ће ову екипу довести до прве титуле ВНБА шампионата. Овом титуллом она је псотала једна од девет жена које су успеле да освоје злато на Олимпијади, НЦАА лигу и ВНБА титулу. На путу до друге титуле, Су је имала једну од најважнијих тренутака у ВНБА историји. Наиме, током финала Конференције против Финикса, Су је погодила тројку две секунде пре краја, а додатно су стигли дефицит од 19 поена. Такође у првој утакмици финала она је направила победнички скок. 2011. године, навијачи су је изабрали као једну од најбољих 15 играча у петнаестогодишњој историји ВНБА. Током сезоне 2012, Су је имала проблема са коленом, након чега је имала операцију колена, која је спречила да игра целу сезону 2013. Су се вратила здрава у сезони 2014., играла је 33 утакмица са просеком 10,6 поена и 4,6 асистенција. 2016. године просечно бележи 12,8 поена и 5,8 асистенција са фантастични процентом шута за три поена. Априла 2017. године је објавила да је морала на операцију левог колена, због чега је пропустила камп. 21. маја 2017. године Бирд се вратила након опоравка од операције колена и постигла је 9 поена уз 10 асистенција у победи од 81:71 против Вашингтона. Су је ову сезону завршила са најбољим просеком асистенација у кариејри.

### Европа - Русија
С обзиром да се ВНБ-а лига игра у летњим месецима, већина кошаркашица има прилику да у зимским месецима наступа за клубове широм Европе. тако је и Су Берд добар део своје каријере провела по клубовима у Русији. У сезони 2004-05 заједно са саиграчицом из Сјетла, камилом Видоковом је играла за московски Динамо са којим је својила титулу руске националне лиге. 2006. године се придружује другој саиграчици Лорен Џоксоновој у Спартаку из Москве са којим је поред руске лиге освојила и 4 титуле Евролиге. Од 2011. до 2014. године, Су је одиграла три сезоне за УММЦ Јекатеринбург у Руској лиги освојивши три узастопна првенства са тимом.

### Репрезентација
Су Берд је стандардан члан репрезенатције САД- више од једне декаде. Године 2002. Су је била део екипе која се такмичила на Светском првенству у Кини. Она је постизала 4,3 поена по утакмици. Амерички тим је освојио свих девет утакмица, укључујући и финалнуутакмицу против Русије. Су је била део репрезентације која је совојила 4 узастопне златне медаље на Олимпијским играма. Једино такмичење на којем нису освојиле злато је Светско првенство у Бразилу 2006. године. Амерички тим је победио у осам од девет утакмица које су одиграли, али изгубио Русије од 75:68 у полуфиналу. Током девет утакмица, Бирд је погодила 50% својих покушаја у три поена и предводила тим са 41 асистенцијом.

### Статистика
| † | Сезоне у којима је освојила лигу |

#### ВНБА

##### Регуларна сезона
| Сезона   | Екипа            | ОУ  | СУ  | МПУ  | ПШ%  | 3П%  | СБ%  | СПУ | АПУ  | УПУ | БПУ | ППУ  |
| -------- | ---------------- | --- | --- | ---- | ---- | ---- | ---- | --- | ---- | --- | --- | ---- |
| 2002     | Сијетл           | 32  | 32  | 35.0 | 40,3 | 40,1 | 91,1 | 2,6 | 6,0  | 1,7 | 0,1 | 14,4 |
| 2003     | Сијетл           | 34  | 34  | 33.4 | 42,1 | 35,0 | 88,4 | 3.3 | 6,5  | 1,4 | 0.0 | 12,4 |
| 2004†    | Сијетл           | 34  | 34  | 33.4 | 46,3 | 43,8 | 85,9 | 3,1 | 5,4  | 1,5 | 0,2 | 12,9 |
| 2005     | Сијетл           | 30  | 30  | 34.0 | 44,2 | 43,7 | 85,5 | 2,4 | 5,9  | 1,0 | 0,2 | 12,1 |
| 2006     | Сијетл           | 34  | 34  | 31,3 | 41,1 | 36,6 | 86,8 | 3,0 | 4,8  | 1.8 | 0.1 | 11,4 |
| 2007     | Сијетл           | 29  | 29  | 31,7 | 42,8 | 33,8 | 84,6 | 2,0 | 4.,9 | 1.5 | 0,3 | 10,4 |
| 2008     | Сијетл           | 33  | 33  | 33,7 | 44,1 | 34,3 | 87,1 | 2,5 | 5,1  | 1,2 | 0,1 | 14,1 |
| 2009     | Сијетл           | 31  | 31  | 35,5 | 40,8 | 36,0 | 85,4 | 2,5 | 5,8  | 1,5 | 0,1 | 12,8 |
| 2010†    | Сијетл           | 33  | 33  | 30,5 | 43,4 | 39,9 | 85,7 | 2,7 | 5,8  | 1,5 | 0,2 | 11,1 |
| 2011     | Сијетл           | 34  | 34  | 33,0 | 44,9 | 42,8 | 87,5 | 2,9 | 4,9  | 1,4 | 0.2 | 14,7 |
| 2012     | Сијетл           | 29  | 29  | 31,0 | 45,9 | 38,4 | 78,3 | 2,9 | 5,3  | 0,9 | 0,1 | 12,2 |
| 2014     | Сијетл           | 33  | 33  | 29,2 | 38,6 | 34,5 | 83,1 | 2,2 | 4,0  | 0,8 | 0.0 | 10,6 |
| 2015     | Сијетл           | 27  | 27  | 28.6 | 384  | 301  | 796  | 2,3 | 5,4  | 0,9 | 0,1 | 10,3 |
| 2016     | Сијетл           | 34  | 34  | 31,6 | 44,9 | 44,4 | 78,6 | 2,9 | 5,8  | 1.0 | 0.2 | 12,8 |
| 2017     | Сијетл           | 30  | 30  | 30,0 | 42,7 | 39,3 | 77,4 | 2.0 | 6,6  | 1,2 | 0,2 | 10,6 |
| Каријера | 15 година, 1 тим | 477 | 477 | 32,2 | 42,7 | 38,5 | 85,3 | 2,6 | 5,5  | 1,3 | 0,1 | 12,2 |

##### Плеј-оф
| Сезона   | Екипа            | ОУ | СУ | МПУ  | ПШ%  | 3П%  | СБ%   | СПУ | АПУ | УПУ | БПУ | ППУ  |
| -------- | ---------------- | -- | -- | ---- | ---- | ---- | ----- | --- | --- | --- | --- | ---- |
| 2002     | Сијетл           | 2  | 2  | 36,5 | 40,9 | 27,3 | 100,0 | 0,0 | 6,0 | 2,5 | 0,0 | 14,0 |
| 2004†    | Сијетл           | 8  | 8  | 29,1 | 37,7 | 30,0 | 76,2  | 3,2 | 5,2 | 1,5 | 0,0 | 8,5  |
| 2005     | Сијетл           | 3  | 3  | 34.3 | 27,3 | 13,3 | 87,5  | 1,7 | 4,3 | 1,0 | 0.0 | 9,0  |
| 2006     | Сијетл           | 3  | 3  | 35.0 | 36,1 | 33,3 | 62,5  | 2,7 | 3,3 | 0,3 | 0.7 | 12,7 |
| 2007     | Сијетл           | 2  | 2  | 35.5 | 45,8 | 58,3 | 100,0 | 2,0 | 5,0 | 2,0 | 0,0 | 16,5 |
| 2008     | Сијетл           | 3  | 3  | 37,0 | 46,0 | 29,4 | 100,0 | 2,3 | 3,0 | 1,3 | 0,0 | 19,7 |
| 2009     | Сијетл           | 3  | 3  | 36,3 | 33,3 | 41,7 | 87,5  | 3.7 | 4,0 | 1,3 | 0,0 | 11,3 |
| 2010†    | Сијетл           | 7  | 7  | 37,0 | 38,6 | 33,3 | 76,9  | 4,1 | 7,7 | 1,7 | 0,4 | 12,1 |
| 2011     | Сијетл           | 3  | 3  | 33.7 | 44,4 | 50,0 | 85,7  | 4,0 | 2,7 | 1,0 | 0,0 | 15,7 |
| 2012     | Сијетл           | 3  | 3  | 35.3 | 43,9 | 50,0 | 83,3  | 1,7 | 7,0 | 1,7 | 0.7 | 16,3 |
| 2016     | Сијетл           | 1  | 1  | 34.2 | 35,7 | 33,3 | 00,0  | 5,0 | 7,0 | 3,0 | 0,0 | 12,0 |
| 2017     | Сијетл           | 1  | 1  | 31,0 | 44,4 | 33,3 | 100,0 | 2,0 | 5,0 | 0,0 | 0,0 | 10,0 |
| Каријера | 12 година, 1 тим | 39 | 39 | 34.2 | 39,4 | 35,9 | 83,5  | 2,9 | 5,2 | 1,4 | 0,2 | 12,6 |

## Лични живот
Су је, 20. јула 2017. године јавно признала да је лезбијка и да се виђа са Меган Рапино. Су Берд и Меган Рапино су 2018. године постале први истополни пар на насловној страни магазина ESPN The Magazine. Своје веридбе најавили су 30. октобра 2020. године.